# 岡山市中央卸売市場
岡山市中央卸売市場（おかやましちゅうおうおろしうりしじょう）は岡山県岡山市南区にある卸売市場である。岡山市花き地方卸売市場が併設されている。いずれの市場も地方公営企業法の全部が適用されている。

## 概要

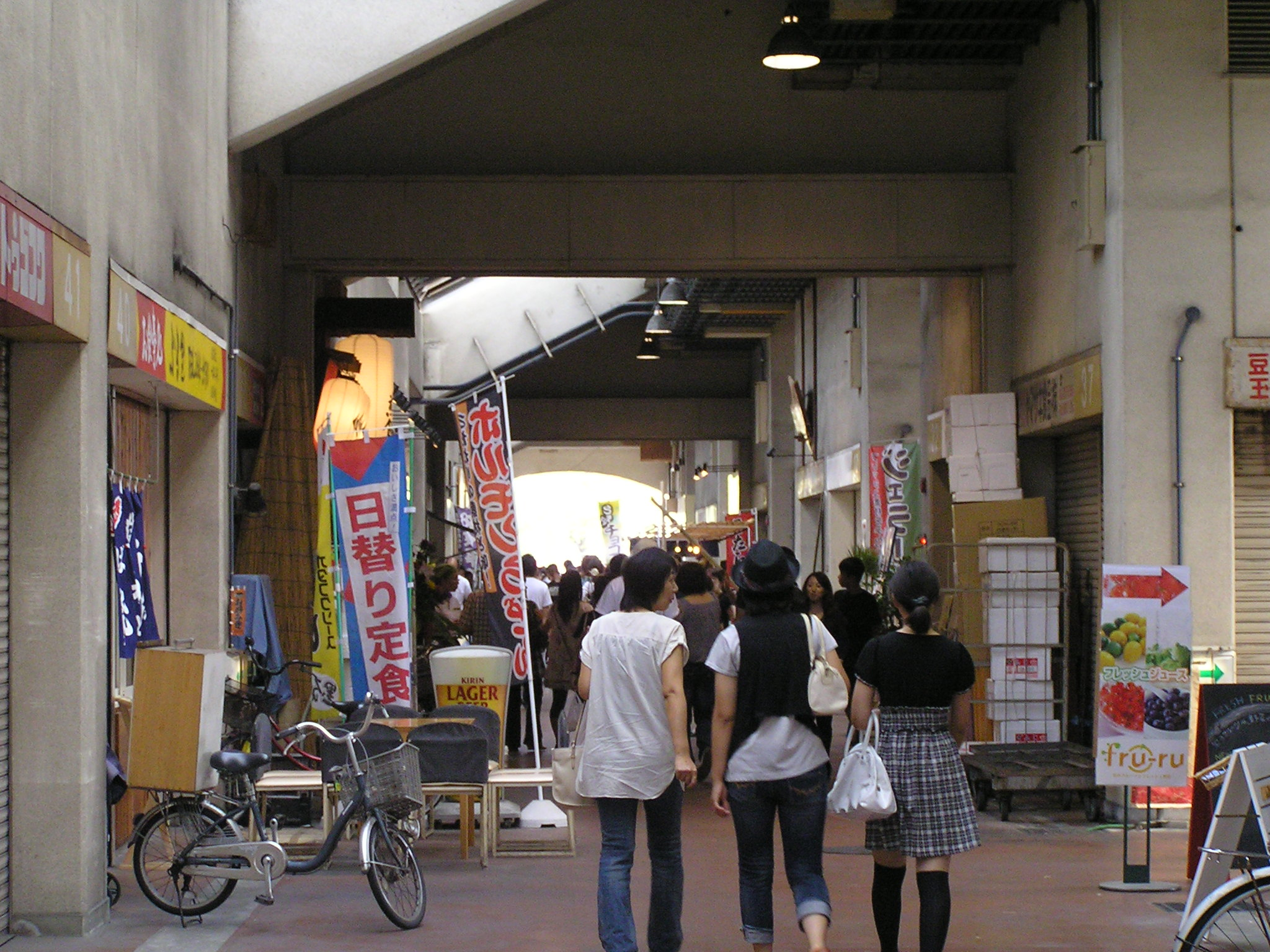
市場ふくふく通り

当市場は卸売市場法に基づいて、岡山市が同市南区市場一丁目、市場二丁目に開設している卸売市場である。供給圏人口は約206万人、青果・水産物・花き等を取り扱っている。
1961年に岡山市青江270番地（現存しない番地。現在は岡山赤十字病院となっている）で開設認可され、翌1962年に青果部が業務を開始した。その後、1983年に現在地に移転し、青果部に加え、水産物部、花き部が業務を開始した。
最近では、平成20年12月、市場1丁目の市場関連棟が一般開放され、消費者が飲食や買物ができる東西約250mの通りを中心に小売店63店舗が出店している。通りには「市場ふくふく通り」の愛称がつけられ、毎月第4日曜日に「日曜市」も開催され人気も定着しつつある。
- 所在地　　　　岡山市中央卸売市場     岡山市南区市場1丁目1番地

　　　　　　　岡山市花き地方卸売市場 岡山市南区市場2丁目1番地
- 認可　　　　　昭和36年12月27日
- 開設者　　　　岡山市
- 卸売業者　　　青果 － 岡山丸果、大同印岡山大同青果　水産物 － 岡山県水、岡山中央魚市　花き － 岡山総合花き
- 仲卸業者　　　青果部 － 25、水産物 － 37、花き部 － 3

### 年間取扱量
※19年度　60,371,424千円
- 青果部（単位：t）
  - 野菜　72,170、果実　28,208、計　100,378 （23,415,637千円）
- 水産物部（単位：t）
  - 生鮮水産物　25,557、冷凍水産物　75,749、加工水産物　9,211、計　40,517 （31,555,837千円）
- 花き部（単位：千本）
  - 切花　55,679 、鉢物　15,946 、植木（植木）244、その他　240、計　72,108 （5,399,950千円）

### 建物
- 市場延べ面積計 － 78,265㎡			
  - 市場一丁目（青果部，水産物部他） － 67,447㎡
  - 市場二丁目（花き部他） － 10,818㎡
  - その他 － 10,371㎡

- 市場文化会館 － 1,273㎡
- 管理棟 － 4階建、2,641㎡
- 立体駐車場 － 348台
- 車場施設 － 2,415台

## イベント
- 日曜市 - 毎月第4日曜日